# Kreis Franzburg-Barth

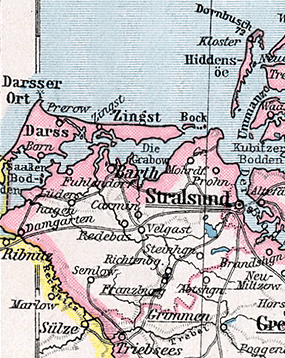
Das Kreisgebiet 1905

Der Kreis Franzburg-Barth (vor 1928 Kreis Franzburg, ab 1945 Landkreis Stralsund) war ein Landkreis, der in der preußischen Provinz Pommern und seit 1946 im Land Mecklenburg-Vorpommern der SBZ bzw. DDR zwischen 1818 und 1952 bestand. Das ehemalige Kreisgebiet gehört heute zum Landkreis Vorpommern-Rügen in Mecklenburg-Vorpommern.

## Geographie
Das Kreisgebiet bildete den westlichsten Zipfel Pommerns und das Umland der Stadt Stralsund. Er lag an der Küste der Ostsee und umfasste die Halbinseln Zingst und Darß (nicht jedoch das zu Mecklenburg gehörende Fischland), die Insel Bock und die Inselgruppe Kleine Werder sowie die Wasserflächen der Darß-Zingster Boddenkette (Saaler, Bodtstedter und Barther Bodden sowie den Grabow). Im Osten reichte das Kreisgebiet bis zum Strelasund, der das pommersche Festland von der Insel Rügen trennt.
Im Westen bildete die Recknitz eine natürliche Kreisgrenze. Dort grenzte der Kreis an Mecklenburg-Schwerin bzw. ab 1933 an den Landkreis Rostock des vereinigten Landes Mecklenburg. Im Süden grenzte der Kreis an den pommerschen Landkreis Greifswald und im Osten an die kreisfreie Stadt Stralsund.

## Verwaltungsgeschichte

### Königreich Preußen
Noch unter schwedischer Herrschaft wurde Neuvorpommern 1806 in die vier Ämter (schwedisch: Härade) Bergen, Franzburg, Greifswald und Grimmen gegliedert. Aus Neuvorpommern, das im Oktober 1815 an Preußen gefallen war und Teil der Provinz Pommern wurde, wurde 1818 der Regierungsbezirk Stralsund gebildet. Aus den 1806 gebildeten schwedischen Ämtern wurden preußische Landkreise, darunter aus dem Amt Franzburg der Kreis Franzburg, der seinerzeit auch Franzburger Kreis genannt wurde. Er umfasste die Städte Barth, Damgarten, Franzburg, Richtenberg und Stralsund mitsamt ihrem ländlichen Umland. Das Landratsamt war in Franzburg.
Seit dem 1. Juli 1867 gehörte der Kreis zum Norddeutschen Bund und ab dem 1. Januar 1871 zum Deutschen Reich. Er umfasste 1871 fünf Städte, 34 Landgemeinden und 152 selbständige Gutsbezirke. 1873 schied die Stadt Stralsund aus dem Kreis Franzburg aus und bildete fortan einen eigenen Stadtkreis.

### Freistaat Preußen
Am 1. Oktober 1925 wurde das Landratsamt von Franzburg nach Barth verlegt. Nach einem Brand im bisherigen Landratsamt in Franzburg war es zu politischen Diskussionen über den künftigen Kreissitz gekommen. In der entscheidenden Kreistagssitzung hatte sich Franzburg nicht mit dem Verbleib des Landratsamtes in der Stadt gegen die Alternativstandorte Barth und Stralsund durchsetzen können. Den Zuschlag als neuen Standort des Landratsamtes erhielt Barth. Am 1. Februar 1928 erhielt der Kreis Franzburg die Bezeichnung Franzburg-Barth.
Zum 30. September 1928 fand im Kreis Franzburg-Barth wie im übrigen Freistaat Preußen eine Gebietsreform statt, bei der alle Gutsbezirke bis auf einen aufgelöst und benachbarten Landgemeinden zugeteilt wurden. Zum 1. Oktober 1932 wurde der Regierungsbezirk Stralsund aufgelöst und an den Regierungsbezirk Stettin angeschlossen.

### Land Mecklenburg
1945 wurde die Kreisverwaltung in die Stadt Stralsund verlegt und der Name des Kreises in Landkreis Stralsund geändert. Der Kreis gehörte nun zum durch die sowjetischen Besatzungsbehörden neu gegründeten Land Mecklenburg, das außer Mecklenburg auch die nach Abtrennung der deutschen Ostgebiete deutsch gebliebenen Teile Vorpommerns umfasste.
Die Gemeinde Ahrenshoop wurde am 1. Oktober 1945 in den Landkreis Rostock umgegliedert. Am 1. Oktober 1948 wurde die Inselgemeinde Hiddensee aus dem Landkreis Rügen in den Landkreis Stralsund umgegliedert.

### DDR/Bezirk Rostock
Bei der ersten der Kreisreformen in der DDR gab der Landkreis am 1. Juli 1950 die Stadt Damgarten sowie die Gemeinden Daskow, Kückenhagen, Langendamm, Saal und Tempel an den Landkreis Rostock ab. Anlässlich der Verwaltungsreform von 1952 wurden die fünf Länder der DDR aufgelöst und durch 14 Bezirke bzw. durch kleinere Kreise ersetzt. Dabei wurde auch der Landkreis Stralsund aufgelöst:
- Die Inselgemeinde Hiddensee kam zum neuen Kreis Bergen.
- Die Westhälfte des Landkreises bildete zusammen mit Teilen des aufgelösten Landkreises Rostock den neuen Kreis Ribnitz-Damgarten.
- Die Osthälfte des Landkreises bildete zusammen mit Teilen des aufgelösten Landkreises Grimmen den neuen Kreis Stralsund-Land.
- Die neuen Kreise Bergen, Ribnitz-Damgarten und Stralsund-Land wurden wie alle mecklenburgischen und vorpommerschen Küstenregionen dem neuen Bezirk Rostock zugeordnet.

### Mecklenburg-Vorpommern ab 1990
Das ehemalige Kreisgebiet gehörte seit 1994 mit Ausnahme der nach Stralsund eingemeindeten Orte zum Landkreis Nordvorpommern, der seinerzeit aus den Kreisen Stralsund, Ribnitz-Damgarten und Grimmen gebildet wurde, und seit 2011 vollständig zum Landkreis Vorpommern-Rügen.

## Einwohnerentwicklung
| Jahr | Einwohner | Quelle |
| ---- | --------- | ------ |
| 1816 | 42.165    | [ 9 ]  |
| 1846 | 59.550    | [ 10 ] |
| 1871 | 71.195    | [ 3 ]  |
|      |           |        |
| 1890 | 40.860    | [ 11 ] |
| 1900 | 41.704    | [ 11 ] |
| 1910 | 42.189    | [ 11 ] |
| 1925 | 45.721    | [ 11 ] |
| 1933 | 44.569    | [ 11 ] |
| 1946 | 90.655    | [ 12 ] |

## Landräte
- 1818–1838 Carl von Sodenstierna[13]
- 1838–1844 Carl Reinhold von Krassow (1812–1892)
- 1856–1866 Robert Eduard von Hagemeister (1827–1902)
- 1867–1869 Ulrich von Behr-Negendank (1826–1902)
- 1869–1872 Bolko zu Stolberg-Wernigerode (1823–1884)
- 1873–1888 Heinrich von Brockhausen (1840–1903)
- 1889–1906 Hans Dietrich von Zanthier (1856–1925)
- 1907–1912 Conrad von Wedemeyer (1870–1947)
- 1912–0000 von Stumpfeld
- 1919–1925 Albert Bülow (1883–1961)
- 1925–9999 Franz Albrecht Medicus (1890–1967) (kommissarisch)
- 1925–1929 Lange
- 1929–1930 Heinrich Rönneburg (1887–1949)
- 1930–1932 Siegfried Bröse (1895–1984)
- 1932–1934 Gerhard Doerksen (1890–nach 1934)
- 1934–1939 Volkmar Hopf (1906–1997)
- 1939–1942 Adalbert Boettcher
- 1942–9999 Kurt Wellenkamp (1903–1984) (vertretungsweise)
- 1942–1945 Hans von Holstein (vertretungsweise)

## Kommunalverfassung bis 1945
Der Landkreis Franzburg gliederte sich in Städte, in Landgemeinden und – bis zu deren nahezu vollständiger Auflösung im Jahre 1928 – in Gutsbezirke. Mit Einführung des preußischen Gemeindeverfassungsgesetzes vom 15. Dezember 1933 sowie der Deutschen Gemeindeordnung vom 30. Januar 1935 wurde zum 1. April 1935 das Führerprinzip auf Gemeindeebene durchgesetzt. Eine neue Kreisverfassung wurde nicht mehr geschaffen; es galt weiterhin die Kreisordnung für die Provinzen Ost- und Westpreußen, Brandenburg, Pommern, Schlesien und Sachsen vom 19. März 1881.

## Städte und Gemeinden

### Stand 1939
Der Landkreis Franzburg-Barth umfasste 1939 vier Städte, 72 weitere Gemeinden und einen gemeindefreien Forst-Gutsbezirk.
| - Ahrenshagen - Ahrenshoop - Altenhagen - Altenpleen - Bartelshagen - Barth, Stadt - Bodstedt - Born - Bresewitz - Buchholz - Buschenhagen - Damgarten, Stadt - Daskow - Diwitz - Drechow - Eixen - Franzburg, Stadt - Fuhlendorf - Grenzin | - Groß Kordshagen - Groß Mohrdorf - Gruel - Grün Kordshagen - Günz - Hermannshagen Dorf - Hermannshagen Haide - Hermannshof - Hugoldsdorf - Jakobsdorf - Karnin - Kavelsdorf - Kenz - Klausdorf - Kramerhof - Krummenhagen - Kückenshagen - Kummerow - Küstrow | - Langendamm - Langenhanshagen - Lassentin - Lendershagen - Lüdershagen - Lüssow - Martensdorf - Michaelsdorf - Millienhagen - Müggenburg - Negast - Neubauhof - Neuendorf - Niepars - Oebelitz - Pantelitz - Papenhagen - Preetz - Prerow | - Prohn - Pruchten - Pütte - Redebas - Richtenberg, Stadt - Saal - Saatel - Schlemmin - Schuenhagen - Semlow - Steinhagen - Tempel - Trinwillershagen - Velgast - Weitenhagen - Wendorf - Wieck - Wiepkenhagen - Zingst |

Auf der Halbinsel Zingst lag der gemeindefreie Gutsbezirk Forst Born.

### Vor 1939 aufgelöste Gemeinden
- Alt Lendershagen und Neu Lendershagen, zu Lendershagen zusammengeschlossen
- Eichholz, zu Buchholz
- Rubitz, zu Kenz
- Sundische Wiese, am 1. April 1939 zu Müggenburg

### Namensänderungen
Einige kleinere Änderungen von Ortsnamen sind belegt, sie betreffen vor allem die C/K-Schreibweise wie etwa bei Cummerow (seit 1935 Kummerow) oder Carnin (heute Karnin).